# 王鄰
王鄰（942年—1003年），字德润，辽朝官员，原籍太原，祖父儒州刺史，父亲王继温，叔父银青崇禄大夫、检校尚书左仆射。
乾亨二年（980年），为东班少府、银青崇禄大夫兼监察御史、武骑尉。统和三年（985年），为银青崇禄大夫、使持节降圣州诸军事，行降圣州刺史，兼监察御史、武骑尉。统和十四年（996年），授银青崇禄大夫、检校国子祭酒、使持节岩州诸军事、岩州刺史、武骑尉。统和十八年（1000年）为蔚州钱帛都监，统和二十一年（1003年），为上京都商税院都监。同年去世，时年六十二岁。
兄弟五人：大哥王颙，没有出仕；三弟王操，官至武定军山河指挥使；四弟王政，官至右番殿直、西头供奉官、银青崇禄大夫、检校国子祭酒、行閤門通事舍人、兼监察御史、武骑尉；五弟王俊，官至启圣军衙内都指挥使。